# Bayonetta
Bayonetta (ベヨネッタ Beyonetta?) es un videojuego de acción desarrollado por PlatinumGames y publicado por Sega para Microsoft Windows y las consolas de sobremesa PlayStation 3, PlayStation 4, Xbox 360, Xbox One, Wii U y Nintendo Switch.
Creado por Hideki Kamiya, también autor de Resident Evil 2, Devil May Cry y Ōkami, se lanzó en Japón el 29 de octubre de 2009, mientras que las versiones norteamericanas y europeas se lanzaron el 5 y 8 de enero de 2010, respectivamente. Así mismo, el 24 de octubre de 2014, es presentada para la videoconsola Wii U. Durante la ceremonia de entrega de The Game Awards de 2017, fue anunciado un port para Nintendo Switch, que fue lanzado el 16 de febrero de 2018 junto a su secuela, Bayonetta 2.
El juego describe las heroicas aventuras de la bruja que deberá enfrentarse a una horda de ángeles malvados y resolver los misterios de su pasado. Bayonetta lleva consigo cuatro pistolas, dos en los brazos y dos en los tacones, así como una amplia gama de armas secundarias y objetos para luchar contra los enemigos. El título cuenta con cinco niveles de dificultad, sus modos fáciles permiten completar el juego pulsando un único botón, haciendo posible jugarlo con una sola mano, similar al sistema incorporado en Devil May Cry. La protagonista puede desatar poderosos ataques mágicos que emana de su cabello y vestimenta. También dispone de otra serie de habilidades, destacando entre ellas la capacidad de convertirse en pantera.
Bayonetta recibió críticas positivas antes y después de su lanzamiento en Japón. Los especialistas valoraron primordialmente sus características técnicas, tales como su fácil manejo, el ritmo rápido de las batallas, el diseño de los personajes y las escenografías. Sin embargo, lamentaron que la versión para PlayStation 3 tuviese gráficos opacos, mostrando un nivel similar de inconformidad respecto al uso angular de la cámara. A principios de 2010, Bayonetta logró vender un millón de copias, convirtiéndose en el segundo título más vendido de Sega.

## Argumento

### Entorno y personajes

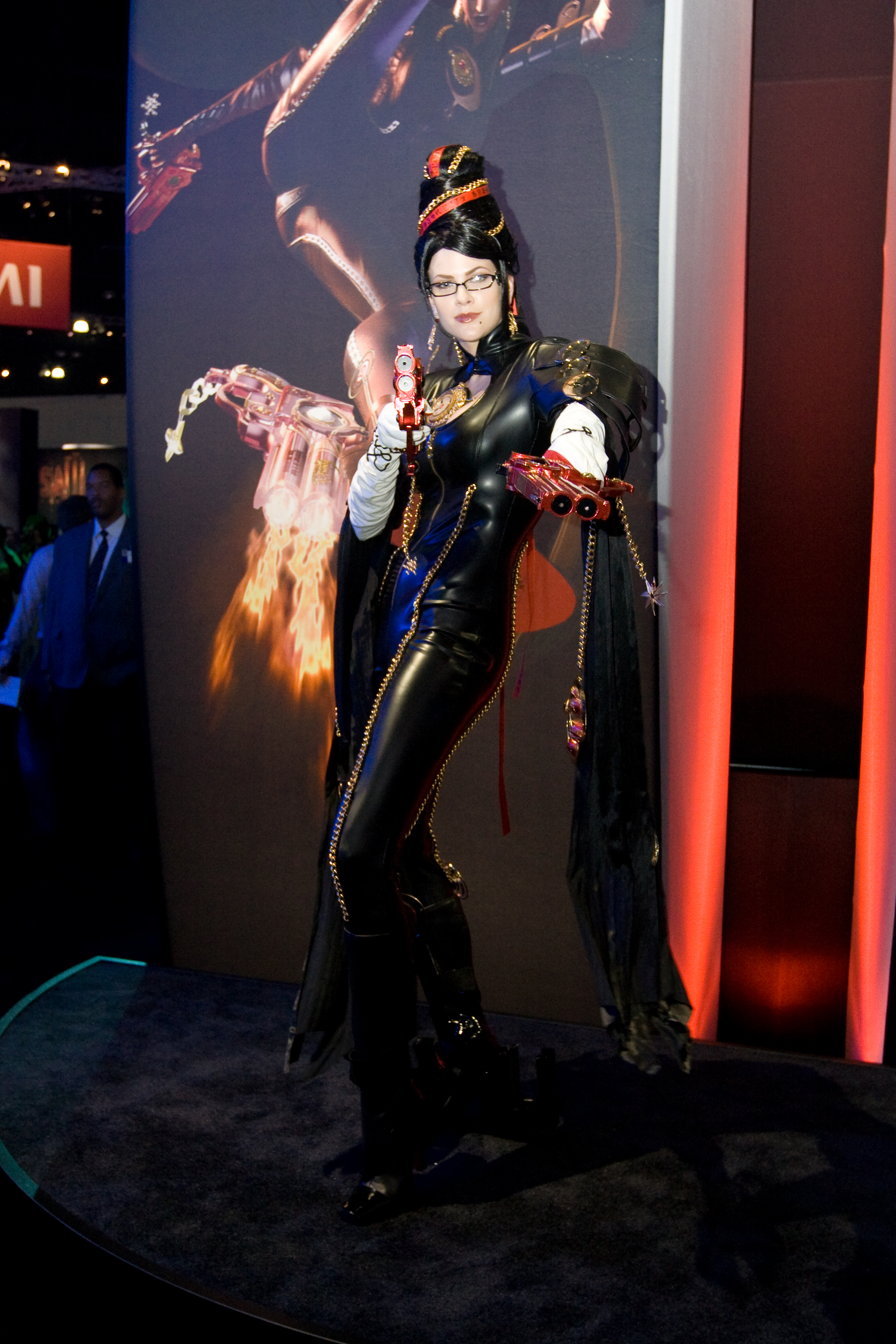
Cosplay de Bayonetta en el E3 2009

Bayonetta tiene lugar en Vigrid, una ciudad ficticia en Europa. El personaje principal (con la voz de Hellena Taylor) es una bruja que cambia de forma y usa varias armas de fuego, junto con ataques mágicos que realiza con su propio cabello al convocar demonios para despachar a sus enemigos. Ella se despierta después de un sueño de 500 años y se encuentra en un área desconocida, sin recuerdos de quién o qué es ella. Con el tiempo, comienza a recordar qué causó su situación actual. 500 años antes del incidente que provocó la pérdida de memoria de Bayonetta, había dos facciones que preservaban el equilibrio entre la oscuridad y la luz en el mundo: las Brujas Umbra, que son seguidoras de la oscuridad, y sus contrapartes los Sabios Lumen, que son seguidores de la luz. Las facciones compartieron dos tesoros distintos, los 'Ojos del mundo' (llamados por separado 'Ojo izquierdo' de la oscuridad y 'Ojo derecho' de la luz) que utilizaron para supervisar el justo paso del tiempo. Ambas facciones desaparecieron misteriosamente de Vigrid en circunstancias desconocidas. Bayonetta todavía tiene una joya adornada que contiene una pequeña gema roja, y cree que esta gema es el ojo izquierdo del mundo. Mientras busca el ojo derecho para poder recordar su pasado, ocasionalmente recibe flashbacks que le hacen recordar lo que causó su situación actual.
Un personaje masculino conocido como Luka (ル カ) (con la voz de Yuri Lowenthal) había conocido a Bayonetta cuando era niño. Otros personajes incluyen la rival de Bayonetta y su compañera Bruja Umbra Jeanne (ジ ャ ン ヌJannu) (con la voz de Gray DeLisle), quien empuña cuatro armas como Bayonetta; Rodin (ロ ダ ンRodan) (interpretado por Dave Fennoy), un ángel caído y dueño de un bar llamado Las Puertas del Infierno donde Bayonetta puede comprar varias armas y artículos; un informante llamado Enzo (エ ン ツ ォEntso) (con la voz de Chick Vennera) que se ve y suena similar al actor Joe Pesci y proporciona alivio cómico; una joven llamada Cereza (セ レ ッ サSeressa) (con la voz de Joy Jillian) a quien Bayonetta conoce al principio del juego; y el antagonista principal Balder (バ ル ド ルBarudoru) (interpretado por Grant Albrecht).
Los reinos que habita Bayonetta son los diferentes escenarios del juego, que toman prestado de la Divina Comedia de Dante: Paradiso (cielo), que generalmente toma la forma de un valle o palacio celestial amarillo o dorado y es el hogar de los «Ángeles» enemigos que enfrenta; Purgatorio (purgatorio), un punto «en el medio» para los seres metafísicos que se encuentra al costado pero fuera del plano en el que existen los humanos (todos los seres dentro y fuera del Purgatorio adquieren una apariencia transparente y acuosa); Inferno (infierno), que es el reino del juego que contiene demonios infernales del tipo que Bayonetta ocasionalmente convoca con sus poderes de Bruja (generalmente usando su cabello como conducto). Investigaciones posteriores revelan que las Brujas en realidad obtuvieron la mayor parte de su poder de los demonios que existen en Inferno y El Mundo Humano, también conocido como Chaos (caos), el reino en el que viven los humanos normales.

### Historia
En la actualidad, un informante llamado Enzo se ha unido a Bayonetta, una bruja que fue revivida hace veinte años desde el fondo de un lago y no tiene recuerdos de su pasado. Poseyendo la mitad de los «Ojos del mundo», Bayonetta se va a Vigrid cuando Enzo le informa de los rumores de que la otra mitad está allí.
Después, Bayonetta se enfrenta a otra Bruja Umbra llamada Jeanne, así como a un joven llamado Luka; la primera aparentemente tiene vínculos con el pasado de Bayonetta, mientras que el segundo culpa a Bayonetta por la muerte de su padre. La protagonista luego lucha a través de Vigrid antes de encontrarse con Fortitudo, una de las cuatro virtudes cardinales, y la derrota.
Mientras recorre los valles de la Media Luna y del Amanecer, Bayonetta encuentra a Jeanne conversando con Temperantia, la segunda de las virtudes cardinales; Después de derrotar a Jeanne, conoce a una niña perdida llamada Cereza. Para frustración de Bayonetta, la niña cree que es su madre y la sigue; Después de regresar al mundo humano, Bayonetta deja a Cereza con Luka y se enfrenta a Temperantia, a quien derrota. Continuando su búsqueda del ojo derecho, Bayonetta sigue a Luka y Cereza por el puente Prominencia en un intento por llegar a la isla conocida como Isla del Sol; ella es atacada por Iustitia, la tercera virtud cardinal, y lo derrota.
El trío sube a un jet Valquiria en dirección a la Isla del Sol, solo para que Cereza se pierda. Después de encontrarla y luchar contra Jeanne nuevamente, Sapientia, la última virtud cardinal, ataca y derriba el avión, y es derrotada por Bayonetta. Los tres se dirigen a la Isla del Sol en helicóptero, y luego en misiles. Cuando llegan a la isla, la protagonista se enfrenta nuevamente con Jeanne, quien explica que Bayonetta era una niña nacida de una bruja Umbra y un sabio Lumen, lo que estaba prohibido y resultó en el aislamiento de Bayonetta. La bruja protagonista derrota a Jeanne, quien revela que la razón por la que Bayonetta posee el Ojo Izquierdo es porque ha aceptado su destino. Bayonetta le da a Jeanne la gema que llevaba, al hacer esto recuerda que ella es Cereza y que Jeanne fue una vez su amiga; fue Jeanne quien la selló, dándole a Bayonetta la gema para protegerla a ella y al Ojo Izquierdo. Después de que Jeanne se sacrifica para salvar a Bayonetta, continúa a través de la torre con Luka y Cereza.
Al llegar a la cima, Bayonetta finalmente se encuentra con el padre Balder, el último de los sabios Lumen. Balder revela que él es el padre de Bayonetta y que planea reunir los tres universos resucitando a Jubileus, La Creadora. Sin embargo, dado que Bayonetta no podía recordar su pasado, Cereza fue enviada de regreso a ella para ayudarla a recordar, permitiendo que Balder la usara como el Ojo Izquierdo. Después de revelar que fue responsable de la muerte del padre de Luka, Balder lo arroja a su muerte antes de luchar contra Bayonetta entre los escombros que caen de la torre. La heroína logra derrotar a Balder, antes de salvar de una caída a Luka y Cereza.
Después de hacer un portal de tiempo para regresar a su hogar a su contraparte más joven, Bayonetta regresa al presente solo para colapsar después de recuperar su memoria. Aparentemente ileso, Balder se transporta a sí mismo y a la inconsciente Bayonetta hacia la estatua en la cima de la torre, comenzando la resurrección de Jubileus. Cuando la estatua se lanza al espacio, Jeanne reaparece después de escapar de la muerte y el control de Balder por poco. Ella sube por la estatua en su motocicleta; después de llegar a Bayonetta la salva, solo para que Jubileus cobre vida y consuma a Balder. Jeanne flota lejos de la estatua, dejando a la protagonista sola para luchar contra la deidad. Bayonetta finalmente derrota a Jubileus convocando a la Reina Sheba, quien golpea al alma de la deidad enviándola hacia el sol. Cuando la estatua dejada por Jubileus cae en picado hacia la Tierra, se revela que Jeanne está viva, y después de destruir la última estatua de Jubileus, Bayonetta y Jeanne terminan en caída libre hacia la Tierra. Después de sobrevivir al descenso, el epílogo muestra que continúan luchando contra los ángeles.

## Antecedentes

### Desarrollo
| Director                   | Hideki Kamiya |
| Diseño de los personajes   | Mari Shimazaki |
| Programador ejecutivo      | Kenji Saito |
| Programadores principales  | Wataru Ohmori Kazunori Inoue Kazunori Morita Toshimitsu Michikami Sho Yazama Nao Ueda Takuya Sakamoto                 |
| Composición del sonido     | Hiroshi Kawaguchi (Sega)                                                                                              |
| Guionistas                 | Hideki Kamiya |
| Productores                | Yusuke Hashimoto |
| Agradecimientos especiales | Yusuke kan Yakira Uchiyama Naoto Tanaka Kwame Alexander Nami Nishioka Takuya Sakamoto Ryoichi Takahashi Ippei Shiraki |
| Referencias                | [ 1 ] [ 15 ] [ 10 ] [ 16 ]                                                                                            |

Bayonetta fue desarrollado a principios de 2007 por la empresa japonesa PlatinumGames, la cual ha diseñado títulos reconocidos como MadWorld e Infinite Space. El desarrollo del juego estuvo bajo la dirección de Hideki Kamiya, diseñador de Devil May Cry, Viewtiful Joe y Ōkami, quien trabajó con un grupo de diseñadores y programadores, figurando entre ellos Yusuke Hashimoto, Mari Shimazaki y Kenichiro Yoshimura. En una entrevista, Kamiya puso énfasis en que su intención era hacer de Bayonetta un juego que superara la segunda entrega de God of War, título que admira mucho.
Los desarrolladores trabajaron previamente en la versión para Xbox 360, al concluir su desarrollo Sega se encargó de la conversión del juego para la videoconsola PlayStation 3.
Mari Shimazaki diseñó los personajes del videojuego desde sus vestimentas hasta sus rasgos. A petición de Kamiya, Shimazaki diseñó una bruja moderna, que lleva gafas y maneja cuatro armas. La diseñadora tardó un año en conceptualizar el personaje de Bayonetta, dando como resultado una protagonista de gran personalidad. Kamiya quiso resaltar la feminidad de la bruja protagonista, sin recurrir al recurso tan acostumbrado de aumentar la talla de pecho, como hacen otros títulos. En octubre de 2009, Kamiya confesó estar en contra de que las mujeres cuenten con grandes pechos como símbolo erótico, en respuesta a los habituales diseños de los videojuegos de Tomonobu Itagaki, creador de Dead or Alive y Ninja Gaiden. Por otra parte, Kenichiro Yoshimura se encargó de modelar el diseño de Shimazaki, utilizando la herramienta informática de creación de gráficos en 3D, Zbrush. Yoshimura resaltó los glúteos de la bruja protagonista, mediante piernas largas y una cabeza pequeña. En el blog de PlatinumGames, aseguró que sus proporciones son perfectamente normales, ya que el personaje fue modelado sobre la base de mujeres reales.
Para Kamiya, el tema central del juego son los ataques «eróticos» de su personaje. Además, mencionó que la habilidad de Bayonetta para transformarse en una pantera refleja el deseo de los desarrolladores de «hacer de ella una bruja sexy». Para resaltar «la feminidad y sensualidad» de la protagonista, los diseñadores incluyeron pétalos de rosas en lugar de sangre cuando es golpeada por el enemigo. Otro detalle distintivo es que cuando Bayonetta realiza un doble salto aparecen dos alas de mariposa de vivos colores sobre su espalda y, cuando aterriza, pequeñas mariposas aparecen en el suelo a sus pies. También reflejaron ese detalle en los brazos de sus gafas al incluir un diseño especial de mariposa.
Mientras tanto, los diseñadores decidieron implementar un modo “automático” disponible en los niveles de dificultad “fácil” y “muy fácil” permitiendo completar el juego pulsando un único botón (y, ocasionalmente, otro) haciendo posible jugarlo con una sola mano. Esto se hizo así con la firme intención de atraer al público casual o a jugadores nuevos.
Para finales de agosto de 2009, en el evento electrónico Gamescom, Sega confirmó que la versión japonesa completa del videojuego no funcionaría en consolas europeas ni norteamericanas, con el objetivo de impedir que las ventas en Europa y Norteamérica llegasen a perjudicar su lanzamiento anticipado en Japón. En el mismo evento, Yusuke Hashimoto notificó a los medios que el título estaba a punto de ser concluido y habían entrado en la fase de pulir detalles y corregir pequeños errores en su interactividad.

### Lanzamiento

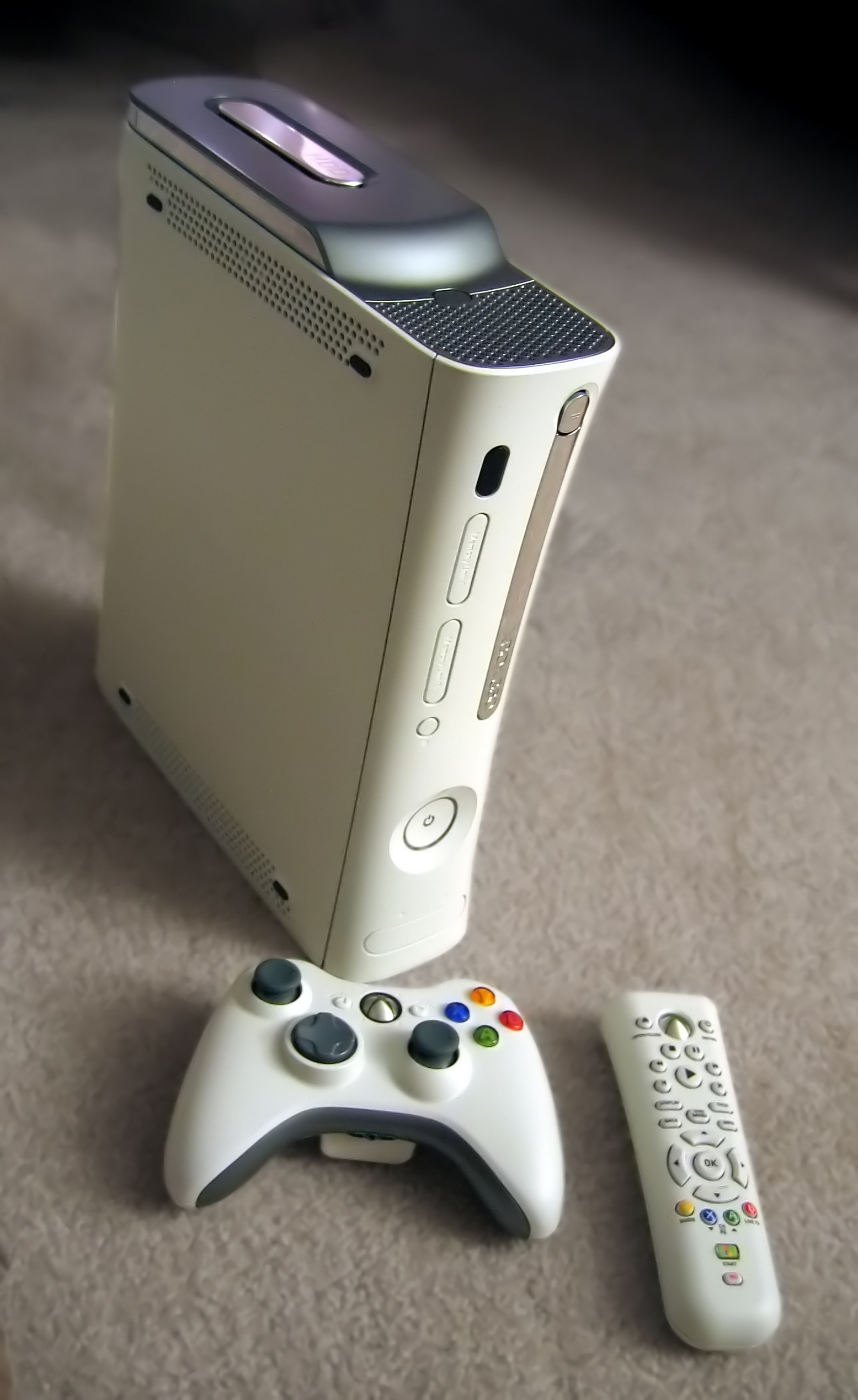
Consola Xbox 360, plataforma para la que se diseñó Bayonetta.

Las primeras imágenes y videos del título fueron presentados en la Electronic Entertainment Expo (E3) que se celebró en Los Ángeles, California en 2008. Al mismo tiempo, Sega anunció su lanzamiento oficial en la PlayStation 3 y Xbox 360. La demostración de Bayonetta se lanzó en la Xbox Live y PlayStation Network el 8 de octubre de 2009, en Japón. Más tarde, la versión completa se introdujo el 29 de octubre de 2009.
A finales de noviembre de 2009, Sega confirmó la fecha de estreno de la demo de Bayonetta para Europa y Norteamérica, anunciando al mismo tiempo la edición especial para coleccionistas, conocida como Bayonetta: Climax Edition. El paquete incluye un libro artístico de los personajes, un disco de su banda sonora y una réplica emblemática de la pistola de la heroína. El 3 de diciembre de 2009, Sega presentó la demostración del juego en el territorio europeo y norteamericano.
Bayonetta se lanzó oficialmente el 5 de enero de 2010 en Norteamérica, el 7 de enero de 2010 en Australia y el 8 de enero de 2010 en Europa. A pesar de las fechas oficiales, el título fue adelantado en Francia y Alemania el 23 de diciembre de 2009. El 10 de octubre de 2014, se lanzó la versión para videoconsola Wii U.

### Publicidad
A partir de su lanzamiento, Bayonetta logró una considerable popularidad acompañada de una inmensa publicidad, traducidas en un cuantioso éxito comercial a nivel internacional. El 26 de agosto de 2009, Sega anunció que la cantante pop japonesa MiChi interpretaría el tema «Something Missing» para los comerciales de Bayonetta. En octubre de 2009, el portal de búsquedas Google publicó un conjunto de imágenes de la bruja para adornar su navegador Google Chrome. En septiembre de 2009, en la convención de videojuegos Tokyo Game Show, Square Enix mostró su línea de muñecos a escala de Bayonetta; las figuras a escala se comercializarían en mayo de 2010.
Durante su estreno en los Estados Unidos, Sega junto con la revista para adultos Playboy iniciaron una campaña de promoción, tanto en la edición impresa de la revista como a través de la web. Playboy habilitó una página web con las fotos de sus chicas caracterizadas como la bruja de Sega, con una votación para que los usuarios eligieran a la más sexy. De igual manera, la revista para hombres Maxim se unió a la campaña publicitaria llevando a cabo un concurso para encontrar la mujer más parecida a la protagonista a través de su sitio web. En la Electronic Entertainment Expo (E3) de 2009, Sega eligió a la modelo Penny Drake como Bayonetta, después de audicionar a un total de 100 mujeres.

## Trama

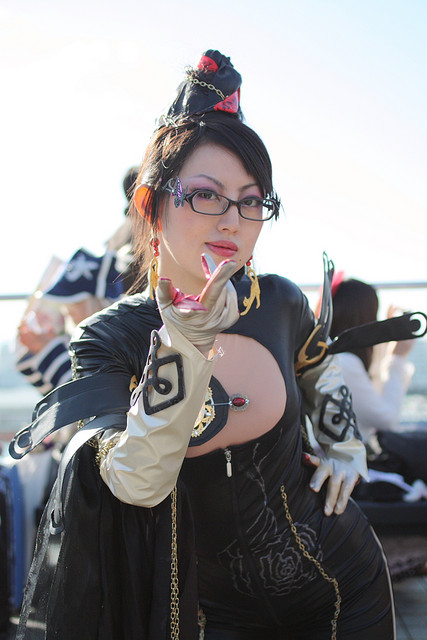
Cosplayer como el personaje principal.

### Argumento
La trama ocurre en Vigrid, una ciudad ficticia de Europa. Hace mucho tiempo, los sabios (seres de la luz) y las brujas (seres de la oscuridad) vivían en armonía. El mundo de los hombres, el infierno y el paraíso estaban en orden, pero un sabio y una bruja rompieron la principal regla de sus clanes: Enamorarse. De su amor nació una hija, Cereza (la misma Bayonetta), y como castigo el Sabio (Balder) fue desterrado, la Bruja (Rosa) fue encarcelada y la hija vivió como paria. Cereza era poseedora de un poder especial, «El ojo Izquierdo», la mitad del poder conocido como «Los Ojos del Mundo». Cuando los sabios se enteraron de esto reclamaron a la niña, y las brujas se negaron. Lo que empezó como una discordia se convirtió en una Guerra entre Sabios, Brujas, Ángeles y Demonios.

### Protagonistas
- Bayonetta es la protagonista, una bruja con poderes sobrenaturales que no recuerda nada de su pasado, solamente sabe que tiene que eliminar y destrozar a cualquier ángel que se le ponga enfrente.[48] La bruja lleva consigo cuatro revólveres, dos en las manos y otros dos en los tacones. También utiliza otro tipo de armas como escopetas, bazucas y un látigo.[49]

- Jeanne es el segundo personaje controlable, se trata de una bruja poderosa al igual que Bayonetta y cuenta con sus propios poderes, siendo la propietaria del Tiempo Bruja. Al igual que Bayonetta, dispone de cuatro armas de fuego y posee habilidades similares a las suyas. También pertenece al mismo clan de la protagonista principal.

- Enzo es un informante clandestino que reúne información para Bayonetta. Es visto tanto en la apertura como en el cierre del juego. Enzo encamina a Bayonetta hacia lo que ella recuerda como «Los Ojos del Mundo». Además, la lleva a la ciudad de Vigrid donde empieza la aventura en la que irá rearmando su memoria hasta lograr encontrar lo que tanto buscaba cinco siglos atrás.

- Luka es un joven periodista que se halla investigando el asesinato de su padre. Durante la trama, Bayonetta mantiene una relación humorística con Luka: ella lo humilla con frecuencia al estilo humor japonés.[50][51]

- Rodin es un tabernero y propietario de «Las Puertas del Infierno». Así mismo, es amigo de Bayonetta y le ofrece diversos artículos para ayudarla en su lucha contra los ángeles.

- Cereza es una pequeña niña que sigue a Bayonetta la mayor parte del juego. La pequeña cuenta con habilidades mágicas y puede ver a los ángeles en el mundo de los humanos. Durante la trama, Cereza insiste en que Bayonetta es su madre, por el parecido entre ambas. A pesar de ello, Bayonetta y Luka la cuidan como si fuesen sus padres. Más adelante, Bayonetta descubre que es ella misma cuando era niña y está siendo utilizada por el enemigo.

- Padre Balder es el antagonista principal del juego, así como el padre de Bayonetta, aunque ella lo rechaza por la destrucción que ha causado. Balder es el último miembro de los Sabios Lumen, en el pasado tuvo una relación amorosa con una de las brujas Umbra y juntos dieron a luz a una bebé, Bayonetta. Balder fue responsable de la cadena de acontecimientos que condujo a la extinción de las Brujas Umbra. Su principal ambición es revivir a Jubileus, La Creadora, con el fin de crear un nuevo mundo sobre el actual. Para lograr su cometido debe reunir «Los Ojos del Mundo»; él posee uno y su hija tiene la otra parte restante.

## Modo de juego

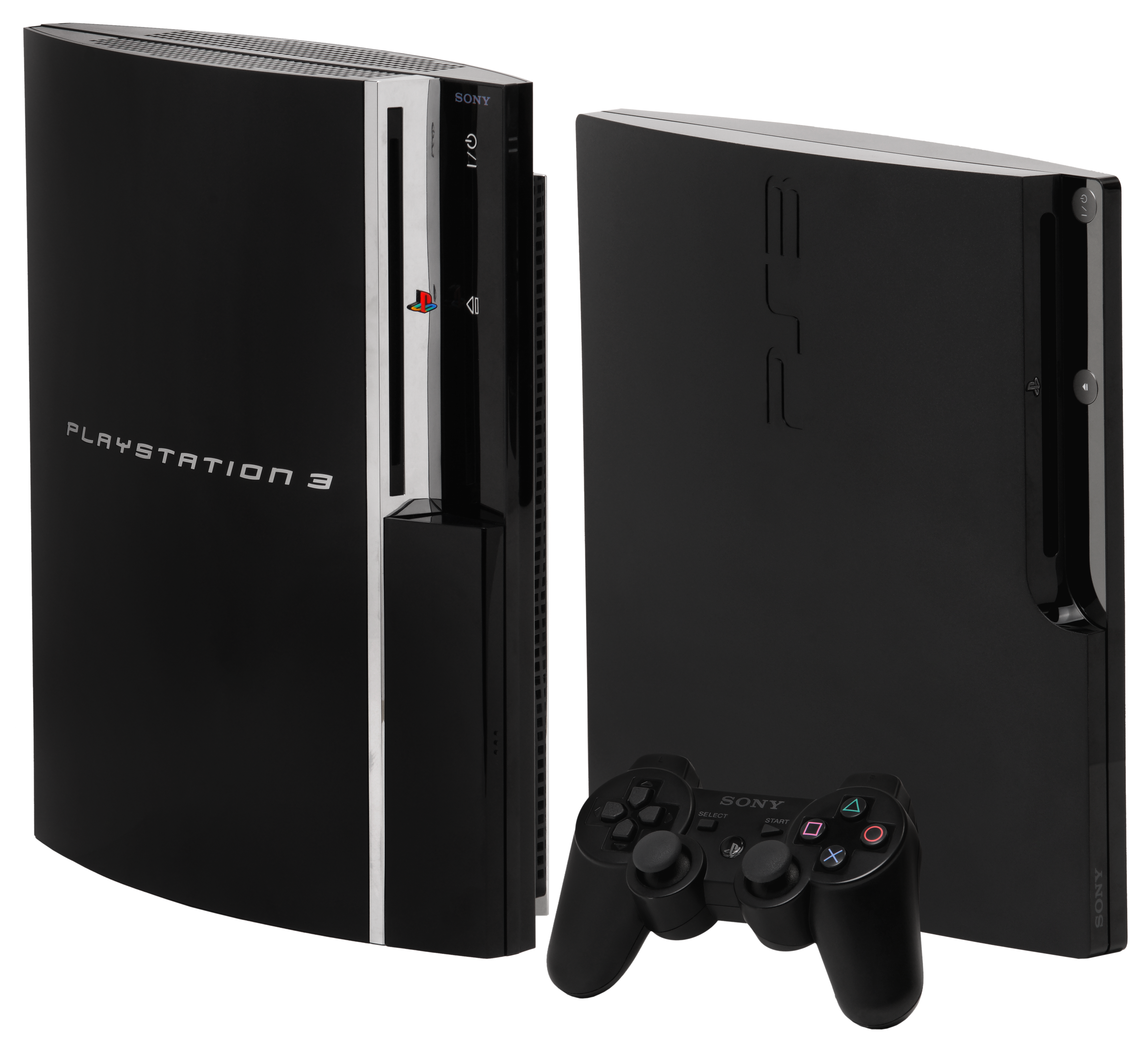
Consola PlayStation 3, plataforma para la que Sega portó Bayonetta.

El modo de juego principal de Bayonetta consiste en una campaña individual compuesta por 16 capítulos más un epílogo que dan para un total de 15 horas de juego. El jugador recorre linealmente los escenarios desde un punto hasta otro sin agotar la barra de salud por el camino. Para conseguirlo, la protagonista dispone de cuatro pistolas, que sujeta tanto con sus manos como con sus tacones, al igual que la fuerza de sus puños. De igual forma, puede caminar, correr, saltar, impulsarse sobre las paredes o esquivar ataques enemigos. Además, existe la posibilidad de convertir al personaje en pantera, murciélago, o en cuervo. Estas transformaciones son muy útiles para superar determinados precipicios y momentos claves de la aventura, la cual no solo se limitará a presionar el botón de ataque de manera imprecisa.
En el desenlace de una batalla, Bayonetta puede invocar extraordinarias criaturas llamadas «demonios infernales» como una araña gigantesca que descuartiza a su rival o un enorme cuervo que se traga al enemigo. También, es posible invocar artefactos de tortura en contra de los enemigos, como una guillotina o una doncella de hierro repleta de pinchos. Además de invocar criaturas y artefactos de tortura, la protagonista puede usar su cabello para convocar los puños y pies de una hermosa demonia llamada «Madame Butterfly» que aplasta a sus adversarios. Otro poder especial de la protagonista es el «Tiempo Bruja», que se activa al esquivar un ataque; en esos instantes, la pantalla se tiñe de violeta y sus movimientos se ponen en cámara lenta infligiendo mayor daño a los enemigos.
Los escenarios del juego están compuestos por callejones, plazas, iglesias, precipicios y escenarios apocalípticos. En los parajes es posible destruir coches, barriles, bancos de madera, estatuas y pequeñas tumbas donde se obtienen variados objetos que ayudan a recobrar la salud, mejorar poderes mágicos, entre otros. Muchos enemigos al morir sueltan aureolas (objetos que se asemejan a los anillos del videojuego Sonic the Hedgehog), al recogerlos el jugador puede intercambiarlos por armas y nuevos conjuros. El jugador también puede usar las armas del enemigo, ya sea para atacar directamente o como apoyos para el movimiento. 
El juego incluye cinco modos de dificultad: «Muy Fácil», «Fácil», «Normal», «Difícil» y «Clímax sin fin». Los primeros dos disponen de la opción de control automático, que permite al jugador usar un solo botón; según lo declarado por Kamiya, se puede habilitar y deshabilitar mientras se juega. Por otro lado, antes de comenzar una partida o capítulo nuevo el jugador puede cambiar el nivel de dificultad. Además, los escenarios disponen de puntos de guardado automático (conocidos como «checkpoints»), que permiten guardar las partidas sin la necesidad de ir al menú de opciones. Al término de cada capítulo, el jugador puede comprobar su puntuación por combos, daños recibidos, el tiempo empleado u objetos usados. Según los resultados obtenidos, gana una estatua de piedra, de bronce, de plata, de oro, de platino o de platino puro.

## Música
| Protagonista | Actor          |
| ------------ | -------------- |
| Bayonetta    | Hellena Taylor |
| Enzo         | Allan Groves   |
| Rodin        | Dave Fennoy    |
| Luka         | Yuri Lowenthal |
| Jeanne       | Grey DeLisle   |
| Balder       | Liam O'Brien   |

La música ha sido uno de los elementos más representativos de Bayonetta. Por lo general, sus melodías exhiben una tendencia predominante hacia el uso de diferentes instrumentos musicales y coros, con el fin de producir sonidos variados y así representar ciertas situaciones del juego. Los principales compositores fueron Masami Ueda, Hiroshi Yamaguchi, Akari Kaida, Norihiko Hibino, Yoshitaka Suzuki y Takahiro Izutani. Los compositores se enfocaron mayormente en lograr un ritmo agradable y vivo que expresara la feminidad de la protagonista a través de los coros femeninos, pianos y otros instrumentos, aunque algunos temas son meramente instrumentales.
Por otra parte, se han publicado dos álbumes musicales con temas relacionados al juego. La banda sonora original de Bayonetta solo se ha lanzado en Japón. El primer álbum contiene cinco discos con 150 pistas utilizadas en el juego. Helena Noguerra fue la voz principal para el tema de Bayonetta. Las voces del título se realizaron únicamente en el idioma inglés, con el fin de evitar retrasos en su lanzamiento internacional.

## Clasificación
Bayonetta fue catalogado por los medios de control de software de entretenimiento como un videojuego para adultos. El tono sexual del juego se reflejó en su clasificación por edades en América del Norte; la Entertainment Software Rating Board clasificó al título como Mature («M», para edades de 17 años en adelante) debido a su contenido sangriento, desnudos parciales, lenguaje obsceno, violencia intensa y temas sugestivos. La clasificación por edades varía, dependiendo de la región a la que pertenezca.

## Actualizaciones
En noviembre de 2009, a pocos días de su estreno mundial, la versión para PlayStation 3 presentó varios problemas, propiciando que algunos jugadores emitieran quejas sobre el juego. Se descubrió que el título presentaba gráficos opacos, tiempos de cargas excesivos en los niveles y ciertos problemas en la tasa de transferencia de fotogramas por segundo. A pesar de estos problemas, PlatinumGames se desligó de la situación y comentó que el estudio solo se encargó de la versión para Xbox 360 de Bayonetta, mientras que el port de PS3 de dicho juego fue obra de Sega.
La primera actualización se lanzó el 28 de enero de 2010 en Japón. El parche fue realizado por Sony a finales del 2009 para su versión correspondiente. Así mismo, el programa permite instalar el juego en el disco duro para disminuir los tiempos de carga.

## Recepción y crítica

### Crítica
Bayonetta fue aclamado por la crítica, incluyendo puntuaciones perfectas en algunos medios. Fue alabado por su acabado gráfico, sus efectos especiales, su música, su argumento y su innovador sistema de juego. Antes de su estreno en Japón, la revista IGN elogió las imágenes previas al juego y declararon a Bayonetta como su personaje oficial favorito, superando a Snake, Lara Croft, Faust, Waluigi o cualquier personaje.
La prestigiosa revista Famitsu le otorgó un puntaje de 40 sobre 40 en su versión para la plataforma Xbox 360, mientras que la versión de PlayStation 3, a diferencia de la anterior, recibió 38 sobre 40. Como otros ya criticaron antes del lanzamiento, se destacaron los problemas con los fotogramas por segundo de la versión de PS3. Un crítico de Famitsu dijo lo siguiente: «La diversión es la misma, pero los controles y la apariencia general (la de PS3) siento que es más difícil de manejar que la de Xbox 360, toda una vergüenza».
También la revista británica Edge le brindó un 10 sobre 10 al juego. En su reseña, afirmaron que «es un elegante y hermoso juego de lucha donde sueltas tu imaginación, con guiños antes de abofetear similares a los de Dante, Kratos o de otros héroes similares».
Ryan Clement de IGN puntuó la versión de Xbox 360 con un 9.5 sobre 10 y la versión de PS3 con un 8.2 sobre 10. En comentarios separados para cada versión, lo definió como «elegante, entretenido y singular» y al doblaje «un poco informal, pero sigue siendo muy agradable», aunque señaló que «la trama no es tan original como la de Mass Effect o Uncharted». En la versión de Xbox 360 dijo que el juego es un «trabajo increíble» y que «basta con los últimos momentos para justificar el precio de admisión», pero también dijo que a veces presenta «pantalla partida y desaceleraciones, que se producen en las secciones de exploración y secuencias de acción intensa, respectivamente». Comentó de la versión de PS3 que «sigue siendo un juego divertido» pero «hay un montón de problemas, comenzando por los de carga y las excesivas desaceleraciones».
GamesRadar también le otorgó un 10 sobre 10. Nathan Irvin de la división UK, consideró a su vez a Bayonetta mejor que God of War Collection, Devil May Cry 4, y Ninja Gaiden Sigma 2, y destacó la «acción soberbia» y su humor (tales como «Luka haciendo su mejor imitación al estilo de Altaïr/Ezio con la capucha de Assassin's Creed»). Sin embargo, dijo que «el único momento en que nada tiene sentido con la historia de Bayonetta es justo al final» y se quejó de lo rápidos que son algunos Quick Time Events.

### Ventas
La recepción comercial de Bayonetta fue positiva, con unas 199.000 copias vendidas durante la primera semana de su lanzamiento en Japón, la versión de PS3 alcanzando el número uno en las listas de ventas en esa región. A pesar de la buena crítica y el mejor desempeño del juego en la Xbox 360, Sony logró vender el doble de copias en ese mercado. El juego terminó en la lista de los grandes éxitos de Sony y Microsoft. 
El 5 de febrero de 2010, Sega registró una caída del 7.7 por ciento en sus ingresos, durante el 2009. A pesar del éxito de crítica, el título no funcionó lo suficientemente bien en ventas, llegando a unos dos millones en su transcurso comercial. Pese a los planes de PlatinumGames de lanzar una secuela en el futuro, Sega nunca dio luz verde al proyecto.

### Secuelas
Con el fin de aumentar el catálogo de exclusivos de la consola Wii U, Nintendo decidió financiar una secuela de Bayonetta. El 24 de octubre de 2014, se lanzó Bayonetta 2 en exclusiva para la consola de Nintendo, así como una remasterización de su primera entrega para la misma. Pese a la crítica muy favorable del título, el juego probablemente no cubrió los gastos de desarrollo. Aun así, el prestigio de contar con la saga en su catálogo fue razón suficiente para Nintendo para financiar una tercera entrega y así mismo un videojuego precuela, ambos exclusivos para Nintendo Switch (Además del relanzar las 2 primeras entregas en dicha plataforma).

## Adaptaciones
Dado el éxito alcanzado y la aceptación que ha tenido el juego, en Japón se realizó una película animada titulada Bayonetta: Bloody Fate desarrollada por el estudio de animación japonés Gonzo, la cual se estrenó exclusivamente en ese país el 23 de noviembre de 2013. En octubre de 2014 se puso a la venta la película en DVD y Blu-Ray Disc en la página de Funimation en el resto del mundo.